# Daniel Sharplin
Daniel Sharplin, né le 29 juillet 1972 à Ashburton, est un joueur professionnel de squash représentant la Nouvelle-Zélande. Il atteint la 76e place mondiale sur le circuit international, son meilleur classement. Il est champion de Nouvelle-Zélande en 2002.

## Biographie
Daniel Sharplin a grandi à Hinds avec le Hinds Squash Club juste derrière sa maison et c'est devenu comme sa deuxième maison. Très prometteur comme jeune, il voit démarrer le New Zealand Institute of Squash et on lui offre l'une des toutes premières bourses pour aller à Auckland et s'entraîner à plein temps et il a beaucoup de soutien et de financement de Squash New Zealand. À l'âge de 18 ans, il se lance dans le circuit professionnel de squash, participant à des tournois à travers le monde, jusqu'à ce qu'une expulsion inattendue d'Angleterre lui ouvre les yeux sur le monde des entraîneurs.
Il avait été si souvent en Angleterre et en provenance d'Angleterre qu'on lui a finalement dit qu'il y était depuis trop longtemps. Il déménage donc au Luxembourg pour occuper un poste d'entraîneur et devient finalement entraîneur de l'équipe nationale du Luxembourg, tout en jouant également dans des ligues professionnelles. C'est à ce moment-là qu'il retrouve sa meilleure forme, battant alors le numéro quatre, sept et dix mondial de l'époque, alors qu'il n'avait atteint lui-même que la 76e place au classement mondial .
Après avoir déménagé en Amérique en 2001, Daniel Sharplin passe des années à entraîner dans des clubs privés avant d'être approché par une école - Noble and Greenough School - pour devenir leur entraîneur. C'est l'une des cinq meilleures écoles de squash aux États-Unis et dispose d'installations incroyables avec six courts et une salle de sport, et Daniel Sharplin accepte cette offre.

## Palmarès

### Titres
- Championnat de Nouvelle-Zélande : 2002